# Volvo
Volvo grupa ili samo Volvo (latinski:"volvere" ili hrvatski:"Ja vozim")  je švedski proizvođač komercijalnih vozila kao što su autobusi, kamioni i automobili koji je osnovan 14. travnja 1927. godine. Volvo je nastao izdvajanjem iz tvrtke SKF koja je proizvodila kuglične ležajeve.

## Povijest
Ime Volvo je registrirano u svibnju 1911. godine kao odvojena tvrtka od SKF-a i kao registrirana marka. Namjera je bila pod tim imenom napraviti posebnu seriju kugličnih ležajeva, no ideja je kratko trajala i SKF je odlučio da svi njegovi proizvodi budu pod oznakom SKF.
Tvrtka Volvo nije bila aktivna sve do 10. kolovoza 1926. kada je vodstvo SKF-a nakon jedne godine priprema odlučilo započeti proizvodnju 10 prototipova i Volvo postaviti kao manufakturnu tvornicu automobila. Volvo je postala nezavisna tvrtka 1935. kada je SKF prodao svoj udio u toj tvrtci.
Prva serija Volvo automobila, Volvo ÖV 4, izašla je iz tvornice 14. travnja 1927. i to je postao službeni datum osnutka Volva. Do kraja godine izrađeno je 297 automobila. Prvi kamion, Serija 1, izašao je iz tvornice 1928. godine. Godine 1930. Volvo je prodao 639, automobila, a izvoz kamiona u Europu započeo je brzo nakon toga. Automobili marke Volvo nisu bili poznati izvan Švedske sve do kraja Drugog svjetskog rata.
Prvi autobus, nazvan B1, je izašao iz tvornice 1934. godine, a zrakoplovni motori dodani su u proizvodnju na početku 1940-ih.
28. siječnja 1999. Volvo grupa je prodala svoj dio Volvo Car korporacije Fordu za 6,45 milijardi američkih dolara. Time se Volvo odrekao proizvodnje automobila.
Volvo 2. siječnja 2001. kupuje Renaultov svoj odjel za kamione (uključujući i Mack trucks, ali bez Irishbus-a) i 2002. promijenjeno je ime u Renault Trucks. Kao rezultat toga, matična tvrtka Renault je 20% vlasnik Volvo grupe.
U posljednjih 10 godina kompanija bilježi jako veliki rast. 2007. godine Volvo grupa je kupila i Nissanov odjel za proizvodnju autobusa i kamiona od Nissan Motors-a.

## Volvo grupa
Tvrtke u Volvo grupi su:
- Volvo Truck
- Mack
- Renault Trucks
- Nissan Diesel Motor Co
- Volvo Buses
- Volvo Construction Equipment
- Volvo Penta
- Volvo Aero
- Volvo Financial Services

## Proizvodi
- Volvo B10BLE